# Маршал Олександр Віталійович
Олександр Віталійович Маршал (рос. Александр Витальевич Маршал, справжнє прізвище — Мінько́в, рос. Миньков; нар. 7 червня 1957, Кореновськ, Краснодарський край, Російська РФСР) — російський співак, бас-гітарист, автор пісень, пропагандист. Заслужений артист РФ (2007). Відомий як учасник рок-груп «Аракс», «Цветы» і «Парк Горького», а також як сольний виконавець. 
Занесений до Переліку осіб, які створюють загрозу нацбезпеці України. Заборонено в'їзд в Україну. Фігурант бази «Миротворець».

## Життєпис
Народився 7 червня 1957 в Кореновськ, Краснодарський край, РРФСР сім'ї військового льотчика. У 1964 році пішов у школу № 57 Тихорецька, й одночасно — в музичну по класу фортепіано. З п'ятого класу по восьмий навчався в Ленінській школі № 34 в цьому ж місті. Гітару освоїв самостійно в 1972 році, переїхавши в місто Сальськ, де створив у школі № 5 ВІА «Степняки», грав на танцях, весіллях.
У 1974 році після закінчення школи вступив до Ставропольського вищого військового училища військ ППО за спеціальністю «штурман бойового управління», де також створив музичну групу. Був відрахований з училища і дослужував свій термін в роті хімзахисту. Потім працював матросом-рятувальником в Алушті, був музикантом в ресторані, механіком у фірмі «Союзатракціон». Прізвисько «Маршал» Міньков отримав у військовому училищі, так його дражнили друзі, серед друзів-музикантів 1970-х його звали «Мінор».
До Москви він потрапив відразу ж після Олімпіади-80. Працював в ресторанах, в «Москонцерте», з групами Стаса Наміна «Аракс», «Цветы», «Здравствуй, Песня!» та іншими колективами. До того, як Олександр прийшов в «Парк Горького», він вже мав досвід роботи в музичній сфері.
У 1987 році почав працювати в рок-групі «Парк Горького», з якою переїхав до США. Група випустила чотири альбоми і стала першою російською групою, яка зуміла домогтися світового визнання. Група проіснувала 12 років. Після того, як з неї пішов Микола Носков, місце соліста до 1998 року обіймав Маршал.
25 грудня 1998 вийшов дебютний компакт-диск співака «Может быть»  (випущений компанією «ОРТ Рекордс»).
У 1999 році в Краснодарі відбувся перший сольний концерт Маршала.

## Громадянська позиція
Обстоює російську окупацію Криму. Фігурант бази даних центру «Миротворець» як особа, що становить загрозу національній безпеці України і міжнародному правопорядку.
У 2018 році виконавець виступав на концерті, присвяченому відкриття Кримського моста.

## Санкції
Олександр  Маршал активно підтримував політику Російської Федерації, яка підриває територіальну цілісність, суверенітет та незалежність України, а також стабільність та безпечність в Україні. Висловлював свою підтримку російським окупантам та жорстокій війні РФ проти України. Маршал є підсанкційною особою багатьох країн.
7 січня 2023 року, на тлі вторгнення Росії в Україну, внесений до списку санкцій України.
3 лютого 2023 року внесений до санкційного списку Канади, як причетний до поширення російської дезінформації та пропаганди.
17 березня 2023 року доданий до санкційного списку Латвії, з забороною вїзду до країни.

## Дискография
- 1995 — «От берега до берега»
- 1998 — «Может быть…»
- 2000 — «Там, где я не был»
- 2000 — «Горец»
- 2001 — «Особый»
- 2001 — «Белый пепел»
- 2002 — «Лучшие песни»
- 2002 — «Батя»
- 2003 — «Отец Арсений»
- 2005 — «Летят журавли…»
- 2006 — «Или так»
- 2006 — „Жизнь взаймы“
- 2007 — «Парусник»
- 2008 — «Где ночует солнце…»
- 2009 — «До свидания, полк»
- 2012 — «До восхода ночной звезды»
- 2012 — «Обернись»

## Відеографія
- Олександр Маршал — «Орел»
- Олександр Маршал — «Ливень»
- Олександр Маршал — «Погоди, постой»
- Олександр Маршал — «Отпускаю»
- Олександр Маршал — «Небо»
- Олександр Маршал — «Белый пепел»
- Олександр Маршал — «Кто мы?»
- Олександр Маршал і Микола Трубач — «Я живу в раю»
- Олександр Маршал і Аріана — «Я тебя никогда не забуду»
- Олександр Маршал і Олексій Баталов — «Летят журавли»
- Олександр Маршал і Вікторія Дайнеко — «Снилось мне»
- Олександр Маршал — «Рота» (9 рота)
- Олександр Маршал — «Отдохни»
- Олександр Маршал — «Мужской сезон»
- Олександр Маршал — «Песня о десанте»
- Олександр Маршал і Марія Новікова — «Музей имени тебя»
- Олександр Маршал і Dj Грув — «Поздно»

## Нагороди, премії
- 2006 — Премія ФСБ в номінації «Музичне мистецтво» за цикл військово-патріотичних пісень (у тому числі «Невидимый фронт»).
- 16 січня 2007 Маршалу присвоєно звання Заслуженого артиста РФ.
- 2010 — Премія ФСБ в номінації «Музичне мистецтво» за цикл військово-патріотичних пісень.